# Palazzo Simonetti e Guerra

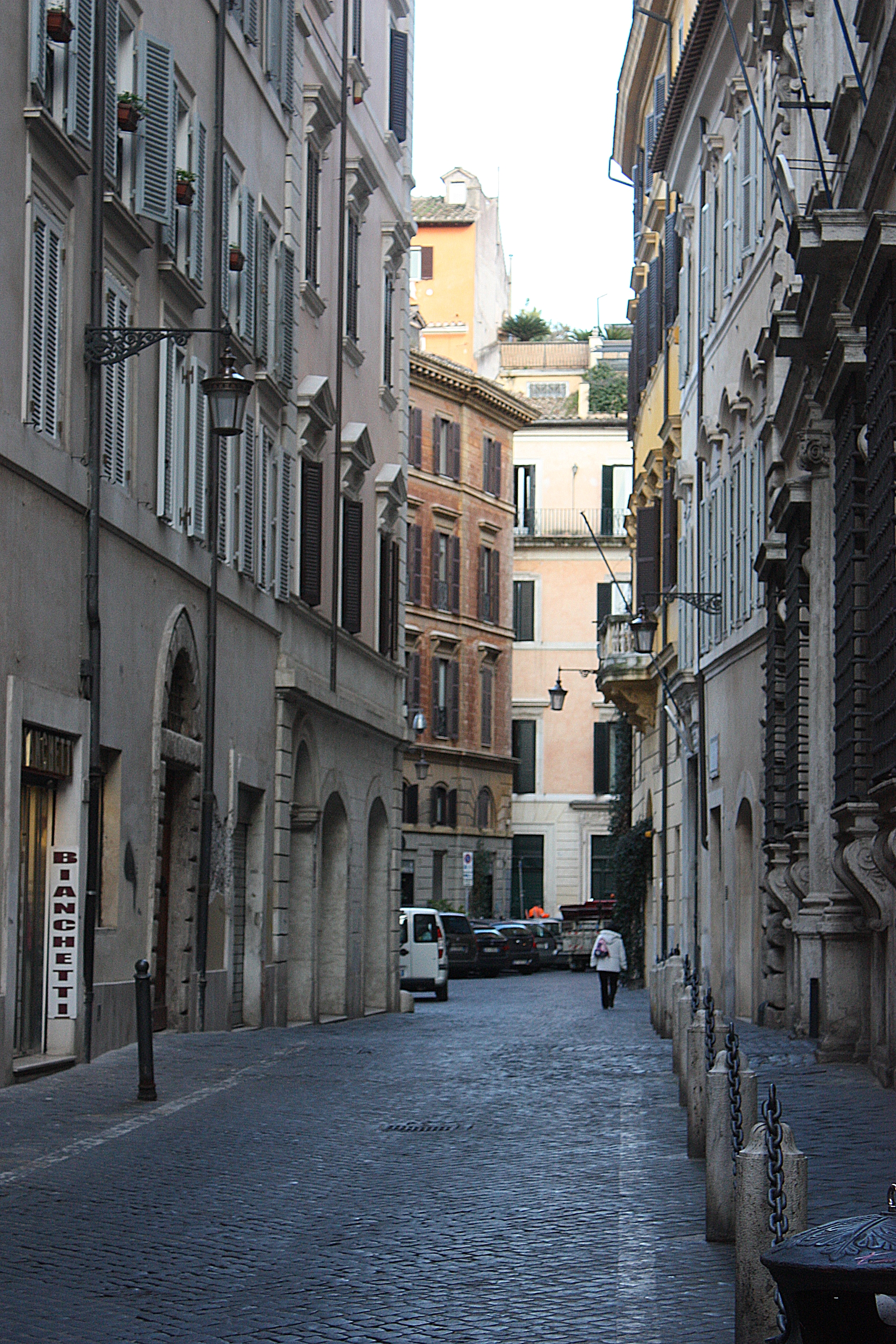
Nesta vista da Via della Pigna, o Palazzo Simonetti e Guerra é edifício salmão que está parcialmente visível no final da rua. À esquerda está a Casa di Stefano Porcari.

Palazzo Simonetti e Guerra é um palácio renascentista localizado no número 85 da Via del Gesù, no rione Pigna de Roma, bem em frente à Piazza della Pigna. Foi construído no século XVI para a família Simonetti. Sua característica mais marcante é o entablamento do portal, que acreditava-se antigamente ser originário de um antigo templo romano, mas que hoje se sabe que é uma bela obra renascentista baseada num padrão clássico.